# Høgoyggj
De Høgoyggj is een berg die ligt op het eiland Stóra Dímun, Faeröer. De berg heeft een hoogte van 396 meter en is daarmee de hoogste van het eiland.